# Бой-бэнд

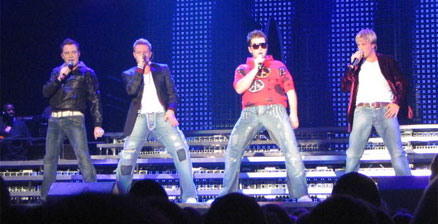
Группа Westlife, концертный тур 2006 года

Бой-бэнд или бойбэнд или бой-бенд (англ. boy band или boyband; букв. «мальчишеская музыкальная группа») обычно определяется как вокальная поп-группа, состоящая из юношей привлекательной внешности и ориентированная на девушек предподросткового и подросткового возраста.
Как правило, бой-бэнд создаётся продюсером с чисто коммерческими целями. Продюсер задумывает концепцию бой-бэнда, а участники набираются через серию прослушиваний. Также, продюсер занимается подборкой репертуара. Хотя бывают исключения, от участников не ожидается, что они будут играть на музыкальных инструментах ни в студии, ни на сцене, зато особое внимание уделяется танцевальной подготовке. Выступления бой-бэндов представляют собой музыкальные номера с эффектно поставленной хореографией, призванной продемонстрировать внешние физические данные участников.
Сам термин «бой-бэнд» возник в 1990-е годы, однако формат возник ранее. Популярность явления в США и Европе достигла своего пика во второй половине 1990-х годов, когда подобные группы имели большой успех и быстрый рост. 

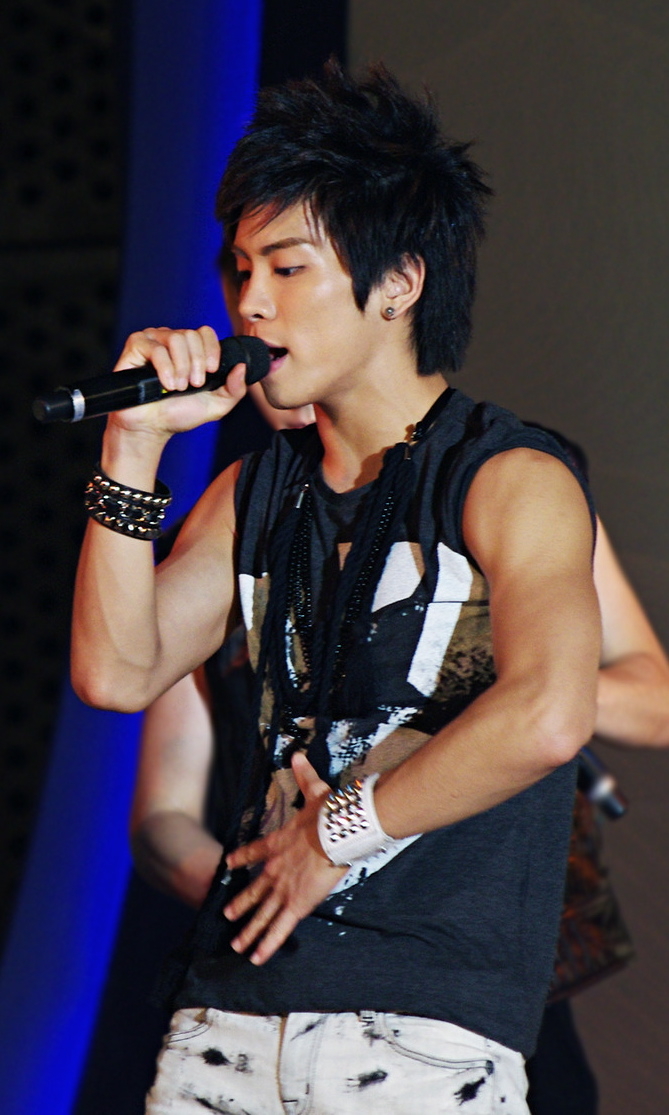
Джонхён, участник корейской идол-группы SHINee

В конце 2010-х и начале 2020-х[когда?] на Западе внимание зрителей сместилось на юношеские поп-рок-группы. В Восточной Азии же бой-бэнды, называемые там идол-группами, популярны в формате поп-групп..